# Mama Baldé
Mama Samba Baldé (Bissau, 6 de novembro de 1995) é um futebolista guineense que atua como ponta-direita. Atualmente defende o Brest, time da Ligue 1, e a Seleção Guineense.

## Carreira em clubes
Descoberto na base do Recreios Algueirão, passou também pelo Sintrense (onde chegou a disputar uma partida) antes de chegar ao Sporting CP em 2013, sem custos, sendo promovido ao time B dos Leões em 2014 e estreando em maio do mesmo ano, na vitória por 1 a 0 sobre o Braga B pela Segunda Liga, entrando como substituto aos 30 minutos do segundo tempo. Em janeiro de 2015, foi emprestado ao Benfica Castelo Branco até o final da temporada 2014−15. Ainda vinculado ao Sporting B, jogou por empréstimo no Desportivo das Aves, estreando pelo time na vitória por 2 a 1 sobre o Belenenses (neste jogo, atuou como lateral-direito).
Entre 2019 e 2024, defendeu Dijon e Troyes, mas terminaria sofrendo 2 rebaixamentos (2020–21 pelo Djion e 2022–23 pelo Troyes).
Em agosto de 2023, ainda pertencendo ao ESTAC, foi contratado por empréstimo pelo Lyon, que tinha a opção de compra ao final do período. Após disputar 55% das partidas dos Gones na temporada, a cláusula de compra foi ativada em maio de 2024
Em agosto do mesmo ano, Baldé assinou por 3 temporadas com o Brest, que pagou 4,5 milhões de euros para contar com o jogador.

## Carreira internacional
A estreia de Baldé pela seleção da Guiné-Bissau foi em um amistoso contra Angola, em junho de 2019, entrando como substituto de Toni Silva na derrota por 2 a 0.
Representou os Djurtus em 3 edições da Copa das Nações Africanas, em 2019, 2021 e 2023, mas a seleção terminou sendo eliminada na primeira fase em todas.

## Títulos
Desportivo das Aves
- Taça de Portugal: 2017–18[16]